# 常陸小田駅
常陸小田駅（ひたちおだえき）は、かつて茨城県筑波郡筑波町（現・つくば市）小田に所在した、筑波鉄道筑波線の駅（廃駅）である。

## 歴史
- 1918年（大正7年）4月17日：筑波鉄道 (初代)により開業[2]。
- 1919年（大正8年）9月12日：列車交換可能駅となる[1]。
- 1945年（昭和20年）3月20日：会社合併に伴い、常総筑波鉄道の駅となる[3]。
- 1965年（昭和40年）6月1日：会社合併に伴い。同社の駅となる[3]。
- 1970年（昭和45年）10月：駅業務を委託化[1]。
- 1979年（昭和54年）4月1日：事業譲渡に伴い、筑波鉄道の駅となる[3]。
- 1981年（昭和56年）8月12日：貨物営業廃止（これ以前から既に貨車の到着、発送は無い状態だった）[1]。
- 1987年（昭和62年）4月1日：筑波線廃止に伴い廃駅となる[3]。

## 駅構造
相対式ホーム2面2線の地上駅で、入母屋風の屋根を持つ平屋の駅舎がある有人駅だった。駅舎は下りホーム（筑波・岩瀬方面）側にあった。ホーム両面は構内踏切でつながっていた。

## 駅周辺
- 小田城址：線路は小田城旧主郭を東南角から西北角へと対角線上に貫くように敷設され、駅も旧主郭北側の曲輪内にあった。
- 宝篋山（小田山）：土浦から北進してきた鉄路が初めて筑波山塊に接近する。以後、終点の岩瀬駅まで筑波山塊西側を走る。
- つくば市立小田小学校
- つくば小田郵便局
- 国道125号

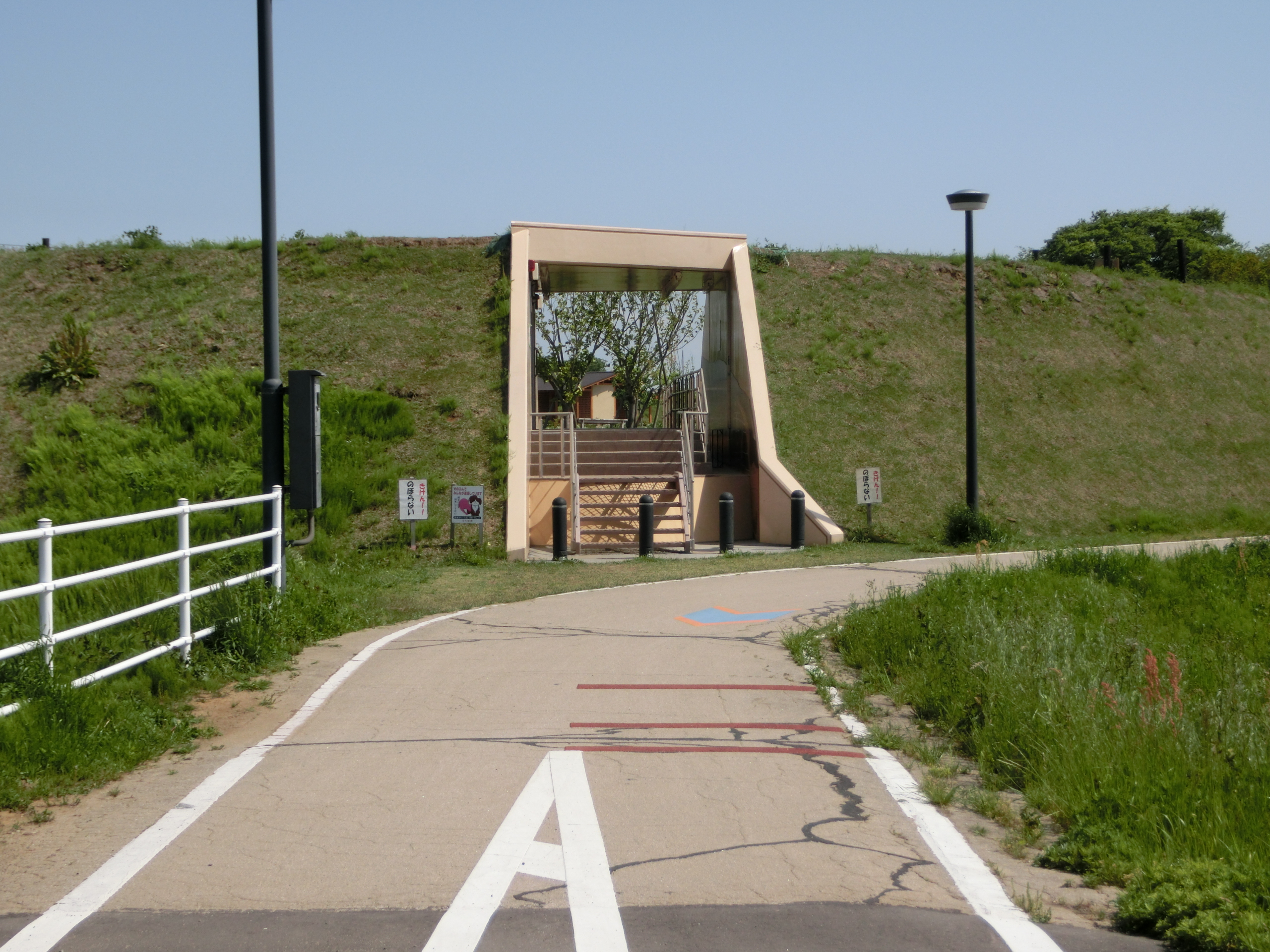
- 小田城址（2018年4月） - 入口および入口までの直線道路が筑波線の線路跡である
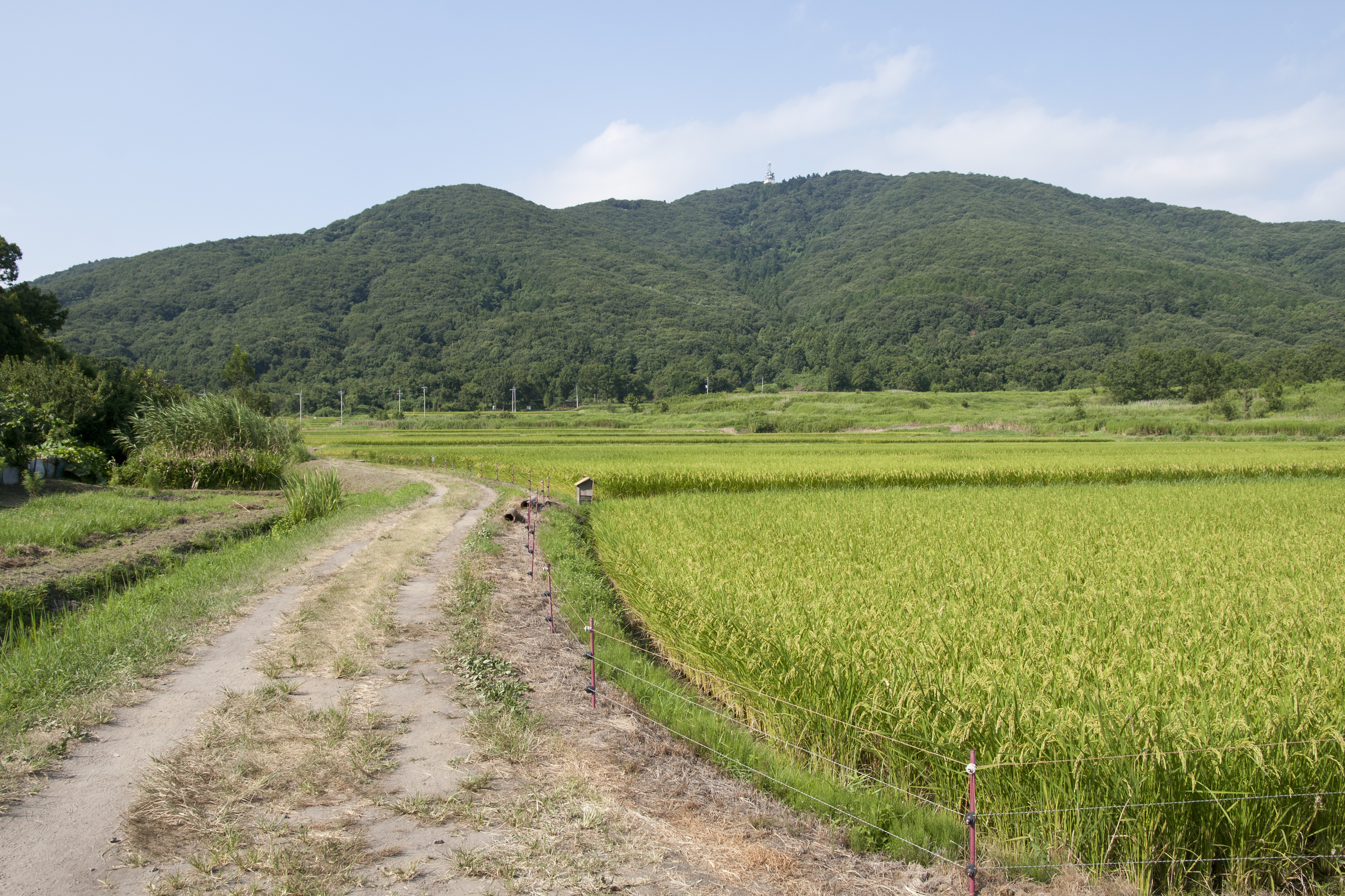
宝篋山を南麓より仰ぐ（2016年8月）

## 現状

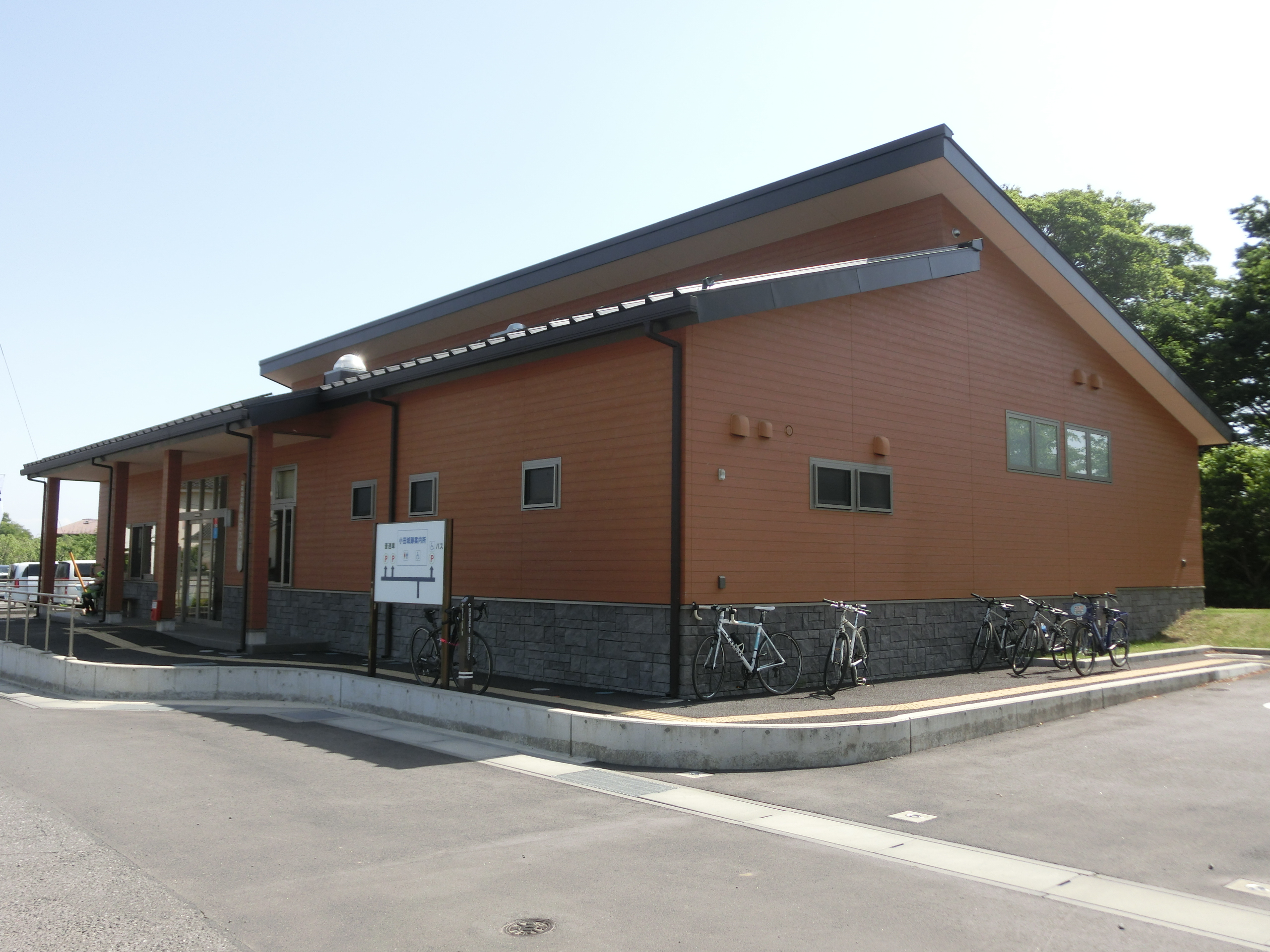
小田城跡歴史ひろば案内所

線路・駅舎とも撤去されたがホームは残っている。駅舎跡地は現在「小田城跡歴史ひろば案内所」となっている。
かつての筑波線は、当駅の南側で小田城の本丸部分を斜めに横断していた。廃線後にこの区間は城跡としての保存整備が行われ、「小田城跡歴史ひろば」となったため、この部分の廃線敷は消滅している。廃線敷を活用したサイクリングロード（つくば霞ヶ浦りんりんロード）については、この城跡を西に迂回する経路を取っている。

## 隣の駅
筑波鉄道
筑波線
田土部駅 - 常陸小田駅 - 常陸北条駅